# Pompeo Venturi
Pompeo Venturi (Siena, 1693 – Ancona, 1752) è stato un letterato, critico letterario e religioso italiano, autore di un'edizione critica della Divina Commedia di Dante Alighieri, verso il quale non risparmiò critiche di natura politica e religiosa.

## Biografia
Senese, entrò nella Compagnia di Gesù e fu docente in varie città italiane, tra cui la città natale, Firenze, Prato e Roma. Scrittore e poeta sia in latino che in volgare, Pompeo Venturi è noto soprattutto per la pubblicazione di un'edizione critica della Divina Commedia, apparsa per la prima volta in forma anonima a Lucca nel 1732, con una dedica a Clemente XII, poi riedita a Venezia nel 1739, e infine a Verona nel 1749. 
L'edizione del Venturi, che s'inserisce nella critica verso la figura e l'opera di Dante tipica del Settecento (da ricordarsi le Lettere virgiliane del confratello del Venturi, Saverio Bettinelli), «privilegia il versante confessionale ai danni di quello filologico-letterario, poiché mira ad un'esegesi esplicativa "al servizio di Dio"». Difatti, l'opera di Dante è criticata sul piano dottrinale e personale più che su quello della critica, in quanto il padre gesuita mira a difendere il potere temporale dei papi e la loro autorità dalle critiche mosse dal poeta fiorentino. Inoltre, il Venturi critica il pluristilismo dantesco, riallacciandosi così alla dottrina bembiana: egli disapprova l'uso di parole non ammesse dall'Accademia della Crusca.
L'edizione del Venturi, benché critica verso Dante, ebbe grande fortuna fino agl'inizi dell'Ottocento, e fu soppiantata solo dall'edizione curata dal frate minore Baldassarre Lombardi (la Lombardina, 1791), tesa a rivalutare l'opera dantesca e in polemica aperta con quella del Venturi.